# SNX9
SNX9‏ (Sorting nexin 9) هوَ بروتين يُشَفر بواسطة جين SNX9 في الإنسان.